# 足高将司
足高 将司（あしたか まさし、旧字体: 足髙 將司、1947年または1948年  - ）は、日本の政治家。自由民主党所属の大阪市会議員（7期）、大阪市議会議長、自由民主党大阪府支部連合会副会長を歴任。旭日小綬章受章者。

## 来歴
1973年 (昭和48年) 関西大学法学部法律学科卒業、1974年 同学部政治学科卒業。大阪市役所入庁、1991年 (平成3年) 大阪市総務局行政部行政調査課長。
1995年 大阪市会議員に初当選、2000年 同文教経済委員長、2001年 同決算特別委員会（一般会計等）副委員長、大阪臨海工業用水道企業団議会議長、2002年 大阪市議会運営理事、2005年 同大都市・税財政制度特別委員会副委員長、2006年 同決算特別委員長、2007年 第103代大阪市会議長、関西国際空港全体構想推進協議会委員、財団法人国際デザイン交流会顧問、関西広域連携協議会特別顧問、2008年 大阪市監査委員、2009年 自由民主党政令指定都市議会議員連盟副会長、2010年 市政改革特別委員長、2011年 自民党大阪府連党紀委員長、
2018年 大阪市会港湾消防委員長、2021年 (令和3年) 12月 辞任。

## その他役職
- 自民党大阪府支部連合会副会長

## 選挙歴
- 2003年4月 大阪市会議員選挙 天王寺区選挙区 (定数2) で1位当選(3選)[4]
- 2007年4月 大阪市会議員選挙 天王寺区選挙区 (定数2) で2位当選(4選)[5]
- 2011年4月 大阪市会議員選挙 天王寺区選挙区 (定数2) で2位当選(5選)[6]
- 2015年4月 大阪市会議員選挙 天王寺区選挙区 (定数2) で2位当選(6選)[7]
- 2019年4月 大阪市会議員選挙 天王寺区選挙区 (定数2) で1位当選(7選)[8]

## 栄典
- 2023年11月 令和5年秋の叙勲で旭日小綬章を受章[2]